# Fatima Djibo Sidikou

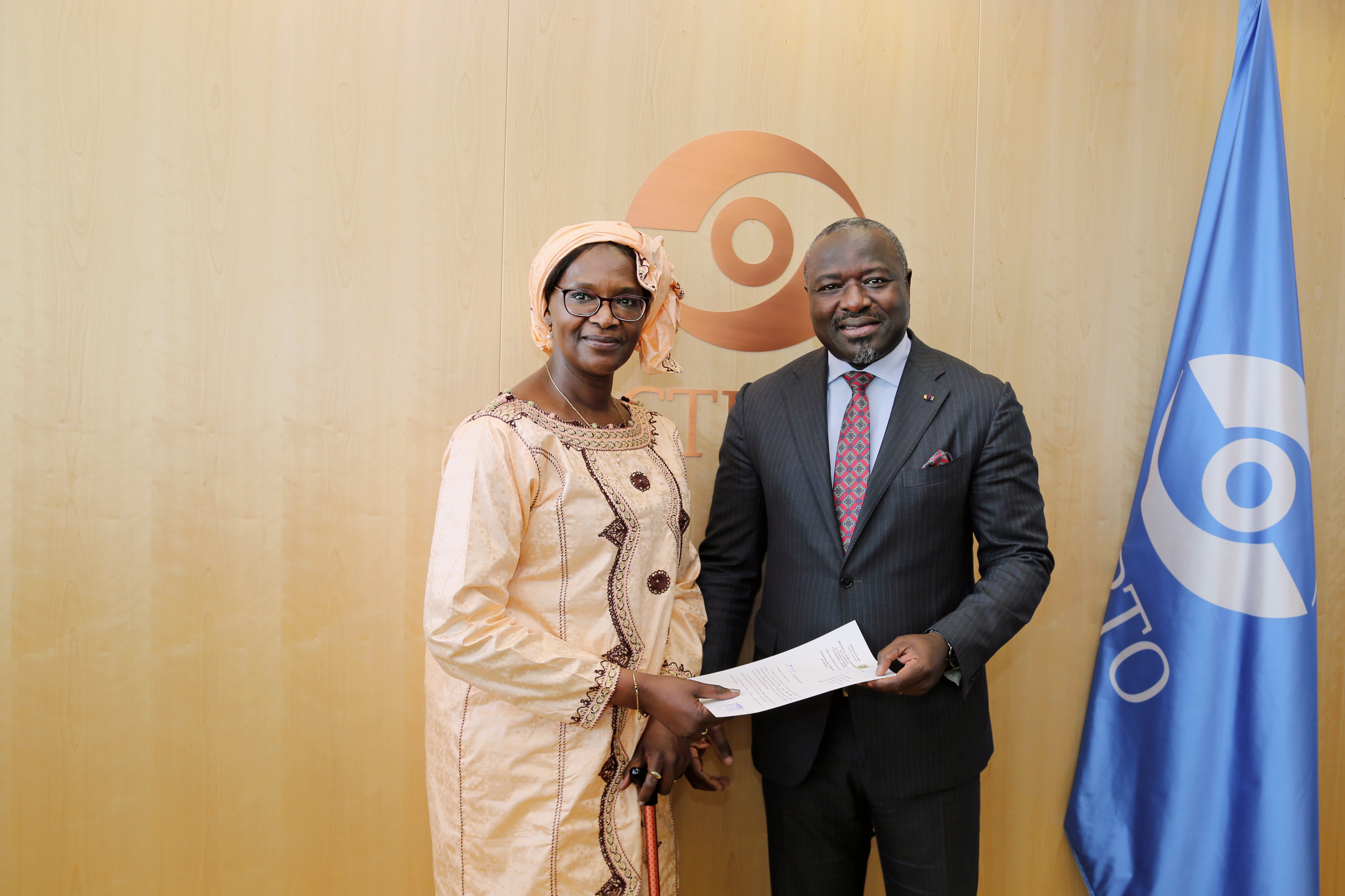
Fatima Djibo Sidikou bei der Übergabe des Beglaubigungsschreiben an Lassina Zerbo den Sekretär der Organisation des Vertrages über das umfassende Verbot von Nuklearversuchen

Fatima Djibo Sidikou ist eine nigrische Diplomatin.

## Leben
Sidikou hat seit 1983 verschiedene Posten im nigrischen Außenministerium inne. Zwischen 2002 und 2012 war sie Teil der nigrischen Botschaft in Washington, D.C. im Rang eines Premier Conseiller und Chargé d’affaires. Zusätzlich war sie zwischen 2007 und 2012 Delegierte Nigers bei der UNESCO in Paris. Sie wirkte ab 2015 als nigrische Botschafterin in Genf, zuständig für die Schweiz, Liechtenstein und Österreich. Sie war zudem Ständige Vertreterin Nigers beim Büro der Vereinten Nationen in Genf, dem Büro der Vereinten Nationen in Wien und der Welthandelsorganisation. Am 28. Dezember 2018 wurde sie als Nachfolgerin von Hassane Kounou zur Botschafterin Nigers im Senegal ernannt und am 4. Oktober 2019 ihre Akkreditierung bei Präsident Macky Sall hinterlegt. Zudem hatte Sidikou auch am 10. Februar 2021 ihre Akkreditierung beim Präsidenten Umaro Sissoko Embalo von Gineau Bissau hinterlegt. Seit dem 22. April 2022 ist jedoch Abbami Ari Botschafter in Senegal.
Sidikou ist mit dem Diplomaten und ehemaligen Außenminister Nigers Maman S. Sidikou verheiratet.